# Corso Europa (Milano)
Corso Europa è una strada del centro di Milano, che congiunge il Verziere a piazza San Babila.

## Storia
La strada fu ideata dal cosiddetto Piano Albertini del 1934, come parte di una grande arteria attraverso il centro di Milano (la cosiddetta "Racchetta"); l'attuale corso Europa, ottenuto dallo sventramento del quartiere del Pasquirolo, ne avrebbe costituito il primo segmento, con inizio nella nuova piazza San Babila.
A causa degli eventi bellici l'esecuzione del piano venne interrotta ancor prima di iniziare con le prime demolizioni, ma il progetto venne confermato dal piano di ricostruzione e dal successivo piano regolatore del 1953; per l'area venne adottato un piano particolareggiato che prevedeva l'apertura di portici lungo il lato occidentale del corso, mentre sul lato opposto veniva conservato il neoclassico palazzo Litta Cusini Modignani, inserito però fra edifici moderni. La nuova strada era collegata da diverse gallerie commerciali al parallelo corso Vittorio Emanuele.

## Edifici notevoli
Sul lato sinistro:
- ai nn. 11 e 13 un complesso di edifici per uffici, costruito dal 1963 al 1966 su progetto di Luigi Caccia Dominioni[3], che divide visivamente il corso Europa dal largo Corsia dei Servi, al centro del quale sorge la chiesa di San Vito in Pasquirolo; la comunicazione fra i due spazi è comunque consentita dalla presenza dei portici al piano stradale.

Sul lato destro:
- al n. 16 il palazzo Litta Cusini Modignani, insieme alla casa adiacente unico edificio conservato dell'antico quartiere preesistente, risalente al Cinquecento e trasformato in stile neoclassico nel Settecento[4];
- ai nn. 10-12 e 18-20 due palazzi per uffici e negozi, costruiti dal 1953 al 1959 su progetto di Luigi Caccia Dominioni, che contornano il precedente[5];
- al n. 22 un edificio per uffici, costruito dal 1955 al 1957 su progetto di Vico Magistretti[6].

## Trasporti
- San Babila

## Galleria d'immagini

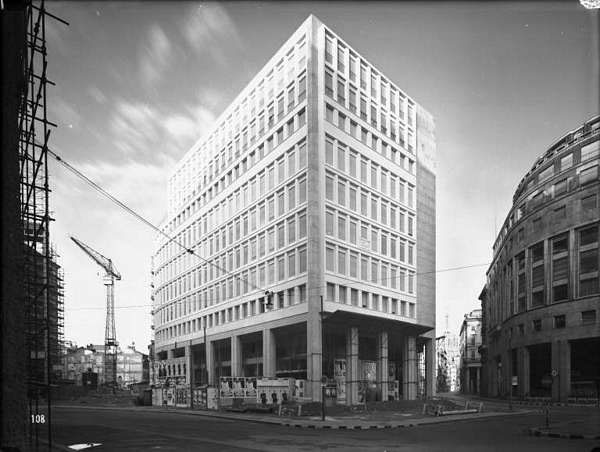
I lavori di sventramento per l'apertura del corso, vista da piazza San Babila
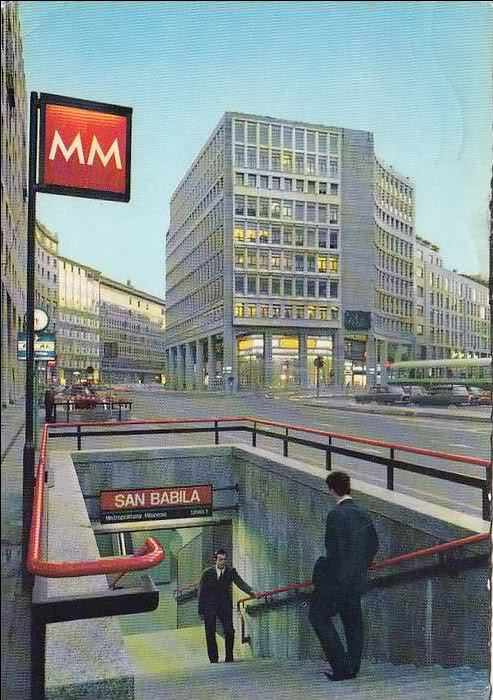
Corso Europa completato, vista da piazza San Babila
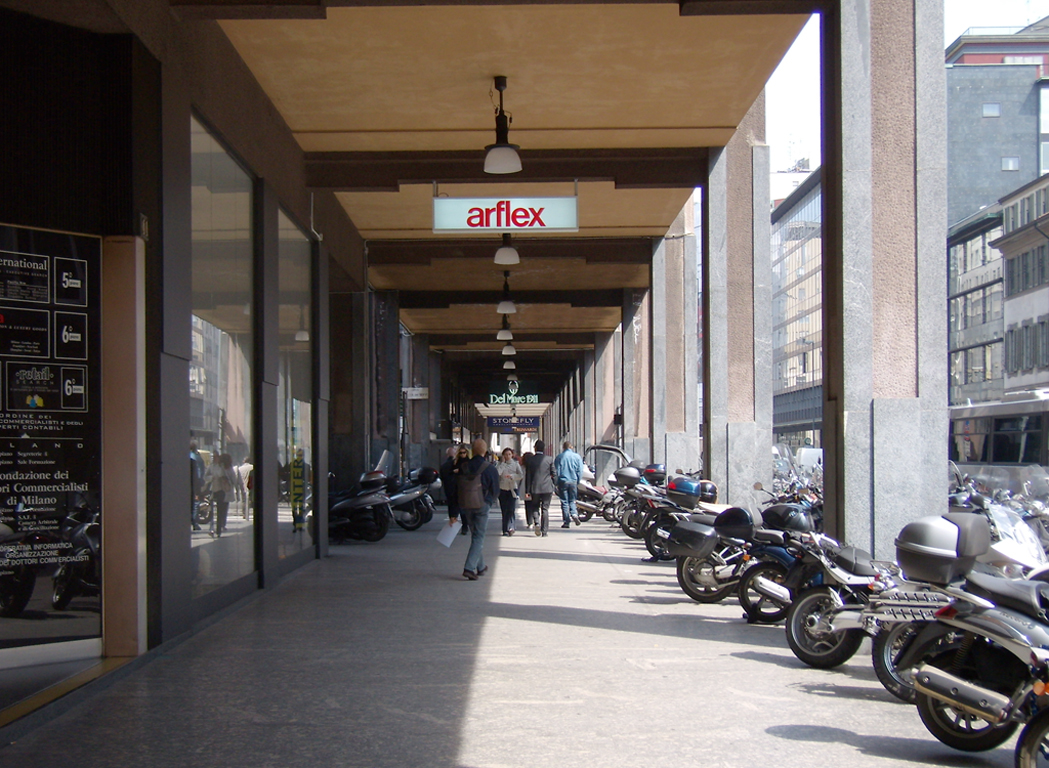
I portici sul lato occidentale del corso
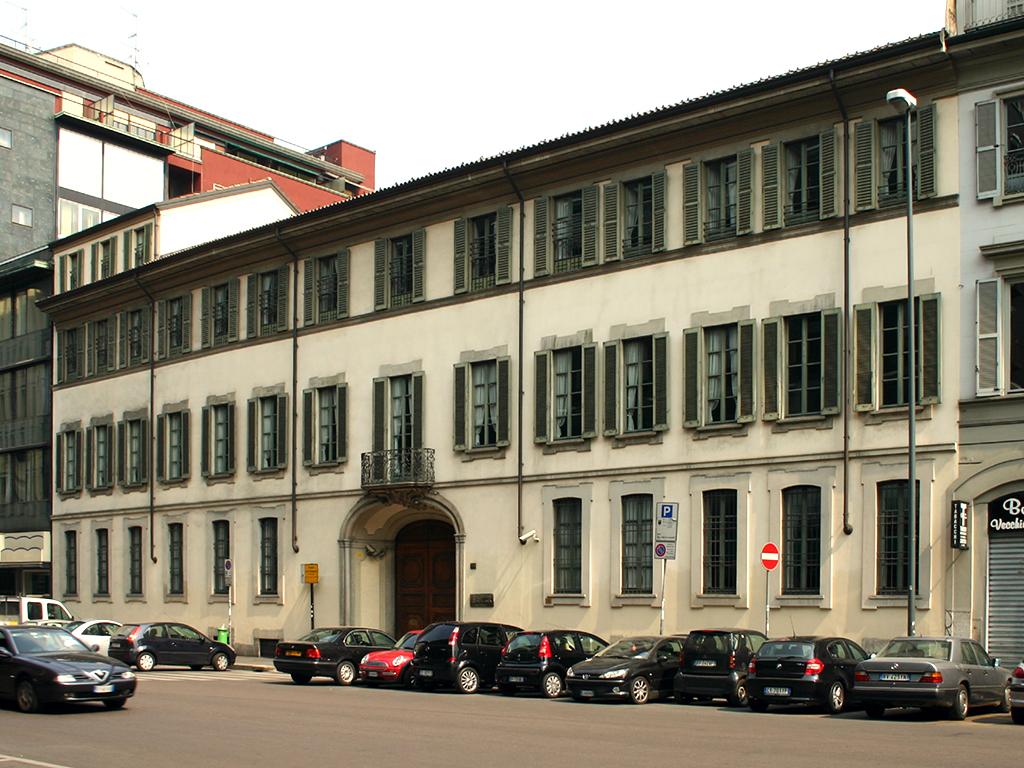
Palazzo Litta Cusini